# Tetanocera cornuta
Tetanocera cornuta är en tvåvingeart som beskrevs av Walker 1853. Tetanocera cornuta ingår i släktet Tetanocera och familjen kärrflugor. Inga underarter finns listade i Catalogue of Life.